# Przedsiębiorstwo Komunikacji Samochodowej w Słupsku
Przedsiębiorstwo Komunikacji Samochodowej w Słupsku (PKS Słupsk) – przewoźnik autobusowy działający na terenie powiatów słupskiego, lęborskiego oraz sławieńskiego.

## Historia
Przedsiębiorstwo Państwowej Komunikacji Samochodowej w Słupsku powstało 1 lipca 1990 r. w wyniku podziału dawnego Przedsiębiorstwa PKS w Koszalinie, na bazie dawnego Oddziału. Powołanie PPKS nastąpiło na podstawie zarządzenia nr 163 Ministra Transportu i Gospodarki Morskiej z dnia 7.06.1990 r. w sprawie utworzenia Przedsiębiorstwa Państwowego.
Do rejestru sądowego przedsiębiorstwo. zostało wpisane zgodnie z postanowieniem sądu rejonowego VIII Wydział Gospodarczy w Słupsku pod nr PP-138/90.
1 stycznia 2008 r. powołano Spółkę Skarbu Państwa pod nazwą Przedsiębiorstwo Komunikacji Samochodowej w Słupsku S.A. Przedsiębiorstwo wpisano do rejestru spółek handlowych pod nr KRS: 0000294453 wydane przez Sąd Rejonowy Gdańsk Północ w Gdańsku, VIII Wydział Gospodarczy. Kapitał zakładowy w wysokości 3.300.000 opłacony w całości.
W 2020 roku firma przeszła „rebranding”. Między innymi zmieniono logo, unowocześniono tabor.
W dniu 1 lutego 2022 r. przewoźnik wycofał się z obsługi tras powiatu lęborskiego. W tym samym dniu uruchomiono połączenie wybranymi kursami do Wicka. Ponieważ linia jest nierentowna, jest dofinansowana przez gminę Wicko.
1 listopada 2023 r. PKS przeniósł swoje Biuro Obsługi Klienta oraz wszystkie linie autobusowe na nowo otwarty słupski Węzeł Transportowy przy ul. Towarowej

## Obsługiwane trasy

### Linie całoroczne[6]
- Linia nr 200 [Słupsk-Ustka] przez Bydlino
- Linia nr 201 [Słupsk-Rowy] przez Machowino
- Linia nr 202 [Słupsk-Sławno] przez Słonowice
- Linia nr 204 [Słupsk-Kluki]
- Linia nr 205 [Słupsk-Cecenowo-Wicko] przez Damnicę
- Linia nr 207 [Słupsk-Bukówka] przez Siemianicę, Grąsino
- Linia nr 208 [Słupsk-Ustka] przez Duninowo
- Linia nr 209 [Słupsk-Jarosławiec] przez Postomino
- Linia nr 211 [Słupsk-Dębica Kaszubska] przez Głobino
- Linia nr 212 [Słupsk-Maleniec] przez Warblewo
- Linia nr 213 [Słupsk-Gałęzów] przez Głobino, Dębice Kaszubską
- Linia nr 214 [Słupsk-Maleniec] przez Dobrą
- Linia nr 216 [Słupsk-Potęgowo] przez Redzikowo, Łupawę
- Linia nr 217 [Słupsk-Potęgowo] przez Siemianice, Jezierzyce, Grapice
- Linia nr 218 [Słupsk-Potęgowo] przez Redzikowo, Darżyno
- Linia nr 219 [Słupsk-Ustka] przez Bierkowo, Duninowo
- Linia nr 222 [Słupsk-Sławno lub Komorczyn] przez Gać
- Linia nr 229 [Słupsk-Karsino] przez Bierkowo, Postomino
- Linia nr 232 [Słupsk-Staniewice] przez Kobylnicę, Sycewice, Postomino
- Linia nr 300 [Ustka-Rowy] przez Objazdę, Przewłokę
- Linia nr 310 [Słupsk-Ustka] przez Strzelino
- Linia nr 400 [Słupsk-Łeba] przez Siemianice, Główczyce , Wicko
- Linia nr 416 [Słupsk-Czarna Dąbrówka] przez Redzikowo, Malczkowo

### Linie sezonowe[7]
- Linia nr 305 [Słupsk-Rowy] przez Siemianice
- Linia nr 309 [Ustka-Jarosławiec] przez Postomino
- Linia nr 315 [Ustka-Kluki] przez Rowy, Smołdzino
- Linia nr 320 [Słupsk-Warcino] przez Kobylnicę, Kępice

### Linie miejskie
- Linia nr 1 [Lędowo-Ustka]
- Linia nr 2 [Wodnica-Ustka]

## Flota

### Autobusy tradycyjne
- Irisbus Crossway 12M [1 sztuka]
- Karosa C95X [25 sztuk]
- Autosan Lider [1 sztuka]
- Troliga Pegasus [1 sztuka]

### Autobusy niskopodłogowe
- Iveco crossway LE 13 [10 sztuk]
- Volvo B7RLE [5 sztuk]
- Irisbus Crossway LE 12,8 [14 sztuk]
- Irisbus Crossway LE 12 [1 sztuka]

### Busy
- MAN TGE 6.180 [2 sztuki]
- Mercedes-Benz Sprinter [3 sztuki]

### Autobusy Turystyczne
- Mercedes-Benz Tourismo [1 sztuka]

## Zarząd
- Prezes PKS Słupsk - Tomasz Kowalczyk[8]

## Rada Nadzorcza
- Przewodniczący Rady - Maciej Chaberski[8]

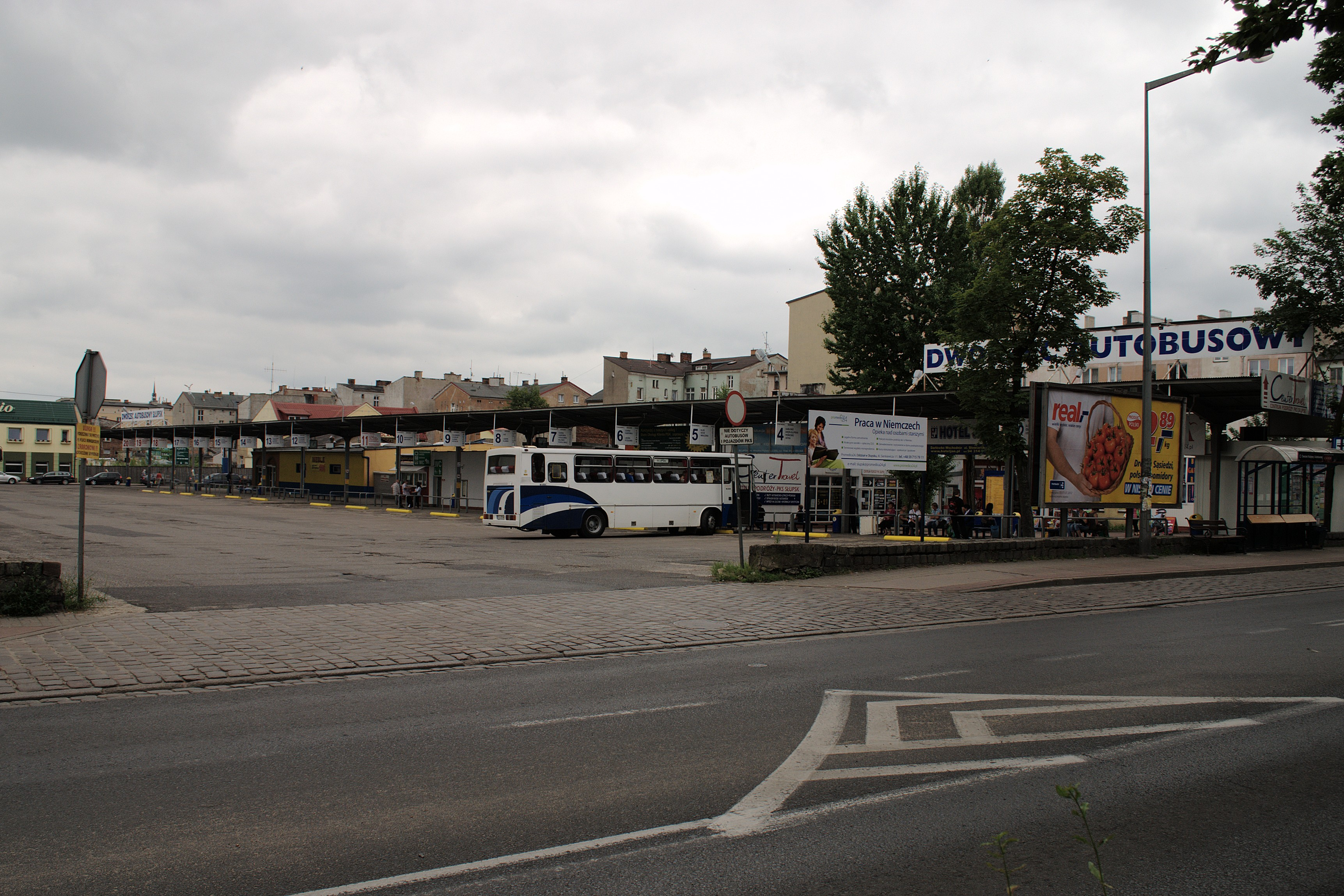
Dworzec autobusowy w Słupsku

- Sekretarz Rady - Bartłomiej Tutak